# Rosenthaler Vorstadt

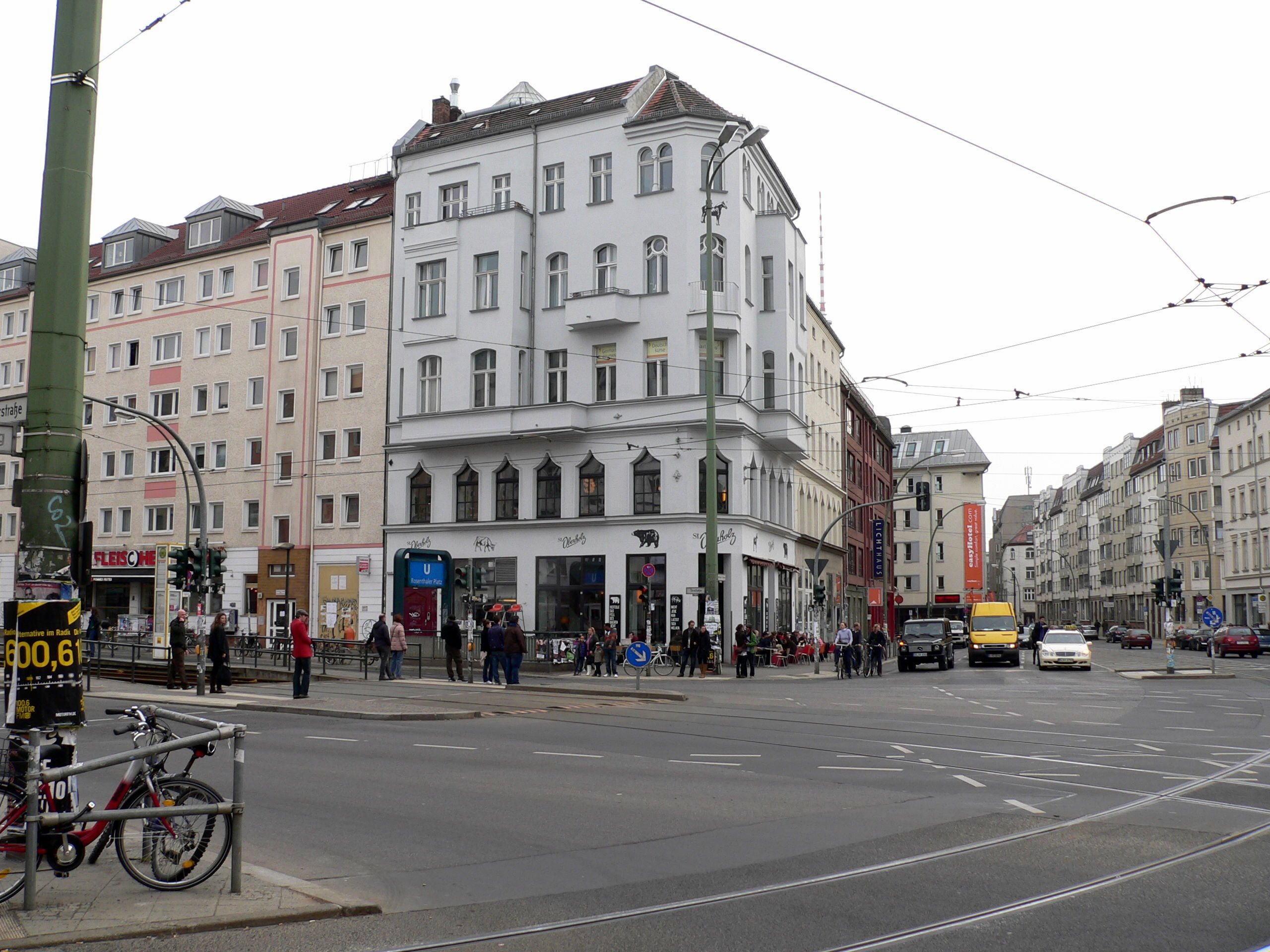
Rosenthaler Platz.

Rosenthaler Vorstadt är en historisk stadsdel i norra delen av Berlins innerstad, idag del av de nuvarande stadsdelarna Mitte, Prenzlauer Berg och Gesundbrunnen.

## Gränser
Rosenthaler Vorstadt begränsas i väster av Brunnenstrasse mot Oranienburger Vorstadt, i nordväst av järnvägsspåren för stambanan Berlin–Szczecin, i norr av gränsen mot Pankow omkring Wisbyer Strasse och i öster av Prenzlauer Allee mot Königsstadt samt av Torstrasse mot Spandauer Vorstadt i söder.

## Historia

### Namngivning
Omkring 1750 anlades den första bebyggelsen utanför Rosenthaler Tor i Berlins tullmur, som gick i höjd med Torstrasse, och kallades då Voigtland eller Neu-Voigtland, namngiven efter trakten Vogtland som många av de första hantverkarna i kvarteret härstammade från. Sedermera kom benämningen Rosenthaler Vorstadt att etableras för bebyggelsen utanför Rosenthaler Tor och den kort öster därom belägna Schönhauser Tor. Under perioden från 1994 till 2009 fanns ett särskilt stadssaneringsområde med namnet Rosenthaler Vorstadt som även omfattade delar av Oranienburger Vorstadt, och namnet Rosenthaler Vorstadt har under 2000-talet därför åter kommit i bruk som informell benämning på området men med andra gränser än de historiska administrativa.

### 1600-talet till 1800-talet
Fram till 1740 var området norr om Berlins stadsgräns obebyggt och lantligt. Först efter att skog avverkats och marken röjts kunde bebyggelse uppföras. År 1751 gav kung Fredrik II av Preussen tillstånd till byggarbetare från andra delar av Tyskland att slå sig ned i området, och 1752 grundades en förstad på platsen och tomtmark fördelades. Stadsdelen kallades Neu-Voigtland, och under 1800-talet kom begreppet Das Voigtland att främst förknippas med de sociala problemen i Berlins växande arbetarförstäder.
Av den ursprungliga 1700-talsbebyggelsen i två plan återstår idag ingenting, men spår av den finns fortfarande i gatunätet och tomtgränser, framförallt längs de nord-sydliga gatorna Brunnenstrasse, Bergstrasse, Ackerstrasse och Gartenstrasse. Efter att området införlivats i staden Berlin 1831 kom området att fram till första världskriget helt att bebyggas med tidstypiska hyreskaserner. År 1895 blev Rosenthaler Vorstadt den enskilt befolkningsrikaste stadsdelen i Berlin inom de dåvarande administrativa gränserna.

### 1900-talet och 2000-talet
Rosenthaler Vorstadt utvecklades till en typisk arbetarstadsdel, och detta avspeglades också i områdets väljarsympatier, som präglades av arbetarrörelsen. År 1920 införlivades större delen av Rosenthaler Vorstadt i det då bildade administrativa stadsdelsområdet Prenzlauer Berg när Stor-Berlin bildades, men området väster om Schwedter Strasse och norr om Bernauer Strasse tillföll Weddings stadsdelsområde och området söder om Bernauer Strasse och väster om Schwedter Strasse/Choriner Strasse tillföll Mittes stadsdelsområde.
Stora delar av förkrigsbebyggelsen överlevde andra världskrigets bombningar. På 1950-talet rustades många hus upp till det yttre och de luckor som uppstått i krigsruinerna bebyggdes med moderna bostadshus, exempelvis vid Weinbergsweg. På 1980-talet var området omkring Arkonaplatz utvalt som ett särskilt "rekonstruktionsområde", där gatuhusen moderniserades och gårdshusen revs för att öka ljusinsläpp och friytor. 1984 invigde Erich Honecker den två miljonte nya lägenheten i Östtyskland på Swinemünder Strasse 120. Större delen av bebyggelsen i Rosenthaler Vorstadt kom dock att bevaras i stort sett oförändrad från förkrigsskicket, med endast nödvändigt underhåll.
Efter Berlins återförening kom 1994 de södra delarna av Rosenthaler Vorstadt i stadsdelen Mitte därför att utgöra ett särskilt bostadssaneringsområde, där statliga bidrag medverkade till att renovera bostadsbebyggelsen och upprustning av infrastruktur som gator, lekplatser, skolor och förskolor.